# Bila Krînîțea, Bereznehuvate
Bila Krînîțea (în ucraineană Біла Криниця) este localitatea de reședință a comunei Bila Krînîțea din raionul Bereznehuvate, regiunea Mîkolaiiv, Ucraina.

## Demografie
Componența lingvistică a localității Bila Krînîțea
     Ucraineană (96,51%)
     Belarusă (1,59%)
     Rusă (1,27%)
     Alte limbi (0,63%)
Conform recensământului din 2001, majoritatea populației localității Bila Krînîțea era vorbitoare de ucraineană (96,51%), existând în minoritate și vorbitori de belarusă (1,59%) și rusă (1,27%).